# Dean Hall
Dean Hall (Palo Alto, 16 de novembro de 1957) é um ex-automobilista norte-americano. Disputou a extinta CART (Champ Car) entre 1990 e 1991, voltando à categoria em 1995.

## Carreira
Hall, antes de competir na CART, disputou quatro provas da Indy Lights em 1987 e 1989, com um sétimo lugar no GP de Pocono como melhor resultado.
Em 1990, assinou com a Dale Coyne para disputar sua primeira - e única - temporada completa na CART (exceção ao GP de Nazareth, onde ele não correu). No ano seguinte, disputou duas provas (na prática, apenas uma, pois não se qualificara para a Indy 500). Ficou fora da CART durante três anos, regressando à categoria em 1995, pela Dick Simon. Ao não obter vaga nas 500 Milhas de Indianápolis, Hall deixou de vez a CART e anunciou sua aposentadoria, aos 37 anos.

## Desempenho nas 500 Milhas de Indianápolis
| Ano  | Chassi      | Motor             | Largou em        | Chegou em        | Equipe     |
| ---- | ----------- | ----------------- | ---------------- | ---------------- | ---------- |
| 1991 | Lola T90/00 | Ford Cosworth DFS | 24º              | 17º              | Dale Coyne |
| 1991 | Lola T89/00 | Buick             | Não-classificado | Não-classificado | Kent Baker |
| 1995 | Lola T95/00 | Ford XB           | Não-classificado | Não-classificado | Dick Simon |

## Links
- Perfil de Dean Hall] (em inglês)